# Cambiasca
Cambiasca ist eine Gemeinde in der italienischen Provinz Verbano-Cusio-Ossola (VB) in der Region Piemont.

## Lage und Einwohner
Cambiasca liegt 5 km nördlich von der Provinzhauptstadt Verbania auf einer Höhe von 290 m über dem Meeresspiegel. Das Gemeindegebiet umfasst eine Fläche von 3 km² und liegt über dem Lago Maggiore. Die Gemeinde besteht aus den Ortsteilen Ramello und Comero und hat 1577 Einwohner (Stand am 31. Dezember 2023).
Die Nachbargemeinden sind Caprezzo, Miazzina, Verbania und Vignone.

### Bevölkerungsentwicklung

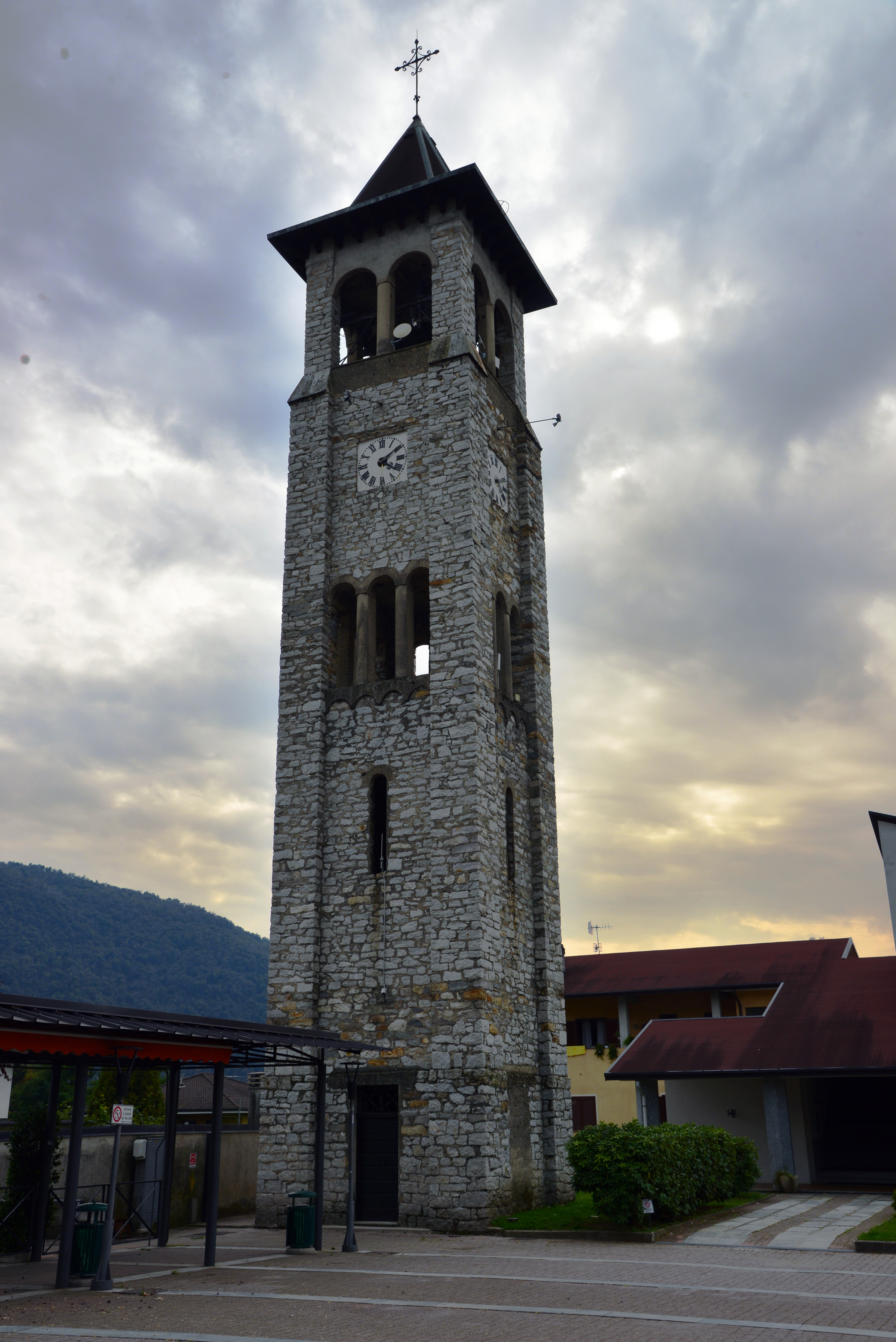
Kirchturm von Cambiasca

## Persönlichkeiten
- Silvestro Simonetta (* 1812 in Cambiasca; † 1875 ebenda) war ein italienischer Bildhauer.
- Andrea Notaris (* 29. Mai 1986 in Cambiasca) ist ein italienischer Grasskiläufer. Er startet für den Sci Club Gozzano und gehört seit 2006 dem Kader des Italienischen Wintersportverbandes (FISI) an.